# CHAdeMO

Logo

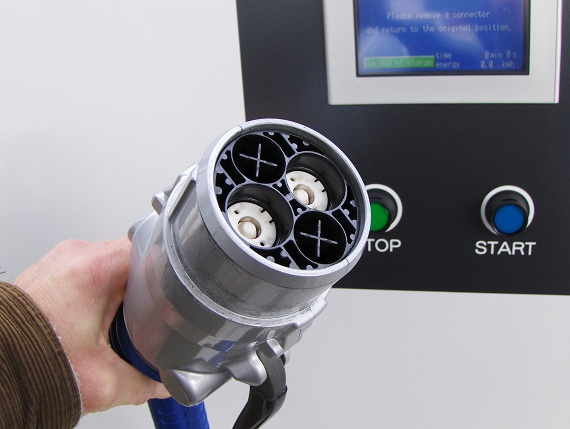
CHAdeMO-Ladestecker von TEPCO

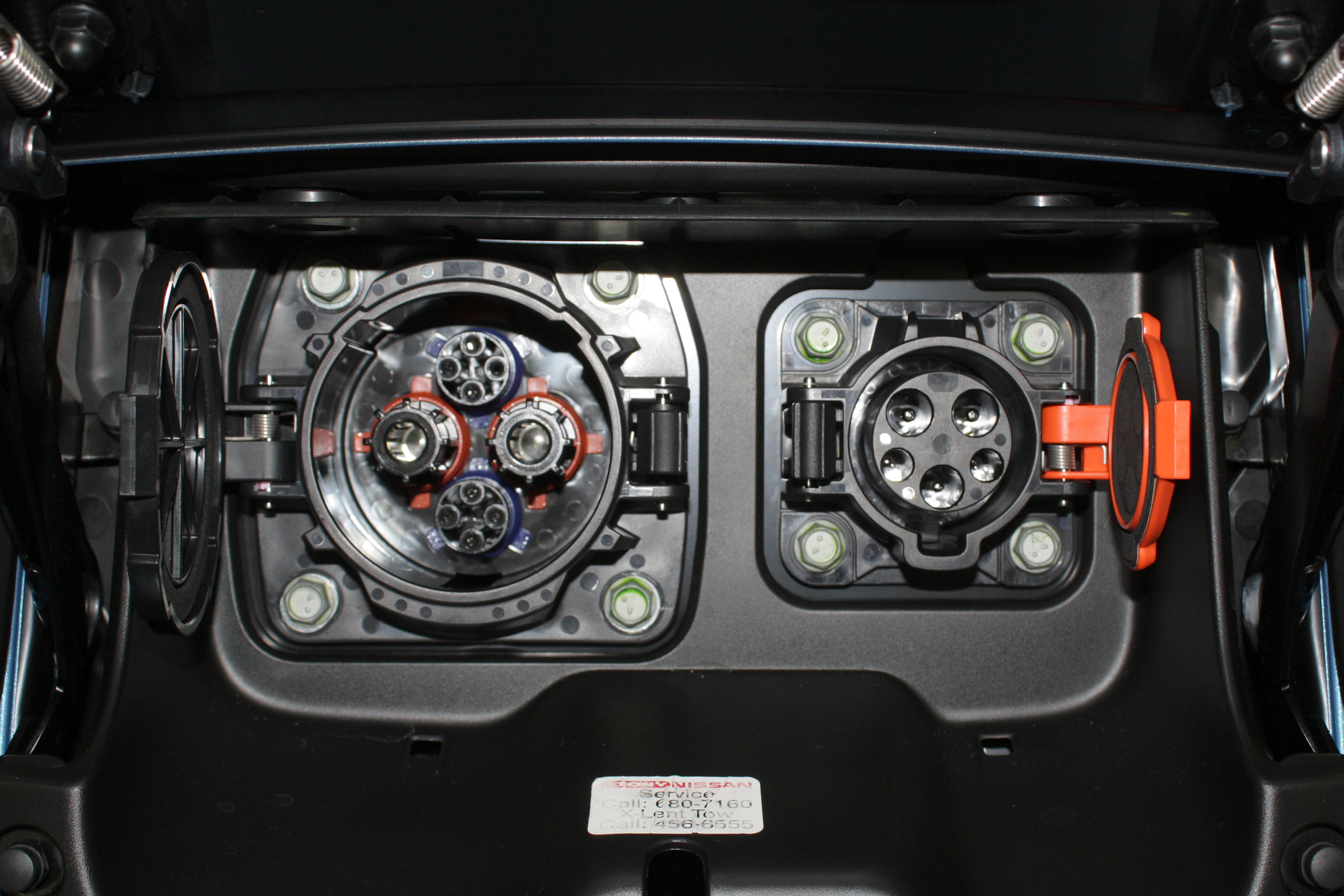
CHAdeMO-Buchse (links) in einem Nissan Leaf (rechts SAE J1772)

CHAdeMO ist ein Schnellladesystem für batterieelektrische Fahrzeuge, das 2010 von der CHAdeMO Association entwickelt wurde.
Mit dieser in Japan entwickelten Schnittstelle basierend auf Gleichspannung kann der Akkumulator eines Elektrofahrzeuges oder Plug-in-Hybrid-Fahrzeugs direkt mit einer hohen elektrischen Leistung geladen werden.

## Konkurrenten
Konkurrenten von CHAdeMO sind CCS, NACS und GB/T.

## Name und Logo
CHAdeMO ist zugleich ein Akronym für „CHArge de MOve“ (für ‚Laden zum Bewegen‘) und ein Teil des japanischen Satzes „Ocha demo ikaga desuka“ – was in etwa bedeutet „Wie wärs mit einer Tasse Tee?“ als Hinweis auf eine mögliche Zeitnutzung während des Ladevorgangs.
Das Logo ist ein Emoticon, dessen Augen aus den symbolischen Polen einer Batterie bestehen, und dessen lächelnder Mund die Freude auf eine glückliche Zukunft mit dem Schwung einer Bewegung kombinieren soll. Die Farbe des Logos soll an Ökologie und Grünen Tee erinnern.

## Konsortium
Mitglieder des CHAdeMO-Industriekonsortiums, das den Standard schuf und am 15. März 2010 einführte, sind Tepco, Nissan, Mitsubishi und Fuji Heavy Industries (die Herstellerfirma der Marke Subaru). Hitachi, Honda Motor, Panasonic und Toyota schlossen sich später als leitende Mitglieder an. Dazu kamen mehr als 300 weitere Mitglieder unterschiedlicher Mitgliederklassen, die als Hersteller von Fahrzeugen oder Lade-Infrastruktur bzw. als Lade-Infrastruktur-Betreiber Zugriff auf das CHAdeMO-Protokoll nehmen konnten oder die Verbreitung des Ladestandards unterstützen wollten.

## Funktionsweise
Beim CHAdeMO-Protokoll verbindet sich das Batteriemanagementsystem (BMS) des Autos mit dem Computer der Schnellladestation zu einem Master-Slave-System. Das BMS des Autos (Master) meldet der Ladestation (Slave)
1. den aktuellen Ladezustand des Fahr-Akkus;
2. die Gleichspannung und maximale Stromstärke, mit der geladen werden darf; Die Spannung bewegt sich bei diesen Verfahren im Bereich von 300 V bis 500 V und die Stromstärke erreicht aktuell bis zu 350 A, zukünftig bis 1 kV und 400 A.[5]
3. Spannung, Temperatur und andere Parameter des Akkus.

Die Ladestation passt daraufhin die Ladeparameter (Spannung, Stromstärke) an die vom BMS des Autos mitgeteilten Akkuparameter an. Auf diese Weise wird der Ladevorgang vom Auto aus gesteuert, was zu möglichst rascher und gleichzeitig schonender Aufladung des Akkus führen soll.
Typische Ladeleistungen von CHAdeMO-Ladesäulen:
- bis 20 kW – bis 500 V DC Ladespannung, bis 50 A Ladestrom (für Standorte, an denen ein 50-kW-Anschluss an das Versorgungsnetz nicht wirtschaftlich verfügbar ist)
- bis 50 kW – bis 500 V DC Ladespannung, bis 125 A Ladestrom (typische CHAdeMO-Ladesäule, größte Verbreitung)
- bis 100 kW – bis 500 V DC Ladespannung, bis 200 A bzw. 250 A Ladestrom (August 2017: weiter geringe Verbreitung)
- bis 150 kW – bis 500 V DC Ladespannung, bis 350 A Ladestrom (August 2017: wenige Säulen in Europa)
- bis 400 kW – bis 1 kV DC Ladespannung, bis 400 A Ladestrom, neuer Ladestandard CHAdeMO 2.0 (geplant für 2020).[6][5]
- bis 500 kW – bis 1,5 kV DC Ladespannung, bis 600 A Ladestrom, neuer Ladestandard CHAdeMO 3.0 (veröffentlicht am 24. April 2020) mit neuem Stecksystem (Arbeitstitel „ChaoJi“)[7]

Die tatsächlich zum Einsatz kommende Ladeleistung bildet sich als Minimum der Vorgaben der Säule (Spannung, Stromstärke) und des BMS im Auto (Spannung, Stromstärke). Die Ladeleistung variiert dabei über die Zeit der Ladung.

## CHAdeMO-Stecker (Tepco)

CHAdeMO-Stecker

Das CHAdeMO-Stecksystem des Herstellers Tepco wird in verschiedenen Varianten angeboten. Bei älteren Implementationen ist das gesamte Steckergehäuse aus Metall-Druckguss gefertigt, bei neueren Varianten ist der eigentliche Steckerteil aus Kunststoff gefertigt. Durch die Anzahl der Kontakte und die Kontaktfläche der DC-Pins ist die Steckkraft so hoch, dass Tepco auch Varianten mit Hebel anbietet, die zur Unterstützung beim Einstecken dienen. Die Verriegelung des Stecksystems ist im Kabelstecker implementiert.
Beim CHAdeMO-Stecksystem sind die DC-Hochvolt-Pins fahrzeugseitig als Buchse ausgeführt, kabelseitig als Stift (mit Berührungsschutz). Das Design ist also genau invers zum CCS-Stecksystem.
Die Kontaktbelegung ergibt sich aus folgender Tabelle:
| Pin Nr. | ID    | Name bzw. Funktion                    | Pin-Durchmesser [mm] | Leitungsquerschnitt [mm²] |
| ------- | ----- | ------------------------------------- | -------------------- | ------------------------- |
| 1       | PE    | Referenz-Masse für Isolations-Prüfung | 1,6                  | 0,75                      |
| 2       | CP1   | Kontroll-Relais (1 von 2)             | 1,6                  | 0,75                      |
| 3       | n.c.  | (nicht zugewiesen)                    | 1,6                  | –                         |
| 4       | CP3   | Signal für Ladebereitschaft           | 1,6                  | 0,75                      |
| 5       | −     | Gleichstrom-Minuspol                  | 9,0                  | 150A : 42,4 200A : 53,5   |
| 6       | +     | Gleichstrom-Pluspol                   | 9,0                  | 150A : 42,4 200A : 53,5   |
| 7       | CS    | Verbindungs-Check                     | 1,6                  | 0,75                      |
| 8       | CAN-H | Datenverbindung (CAN-Bus High)        | 1,6                  | 0,75                      |
| 9       | CAN-L | Datenverbindung (CAN-Bus Low)         | 1,6                  | 0,75                      |
| 10      | CP2   | Kontroll-Relais (2 von 2)             | 1,6                  | 0,75                      |

## ChaoJi-Stecker

ChaoJi-Stecker – Draufsicht auf den Kabelstecker

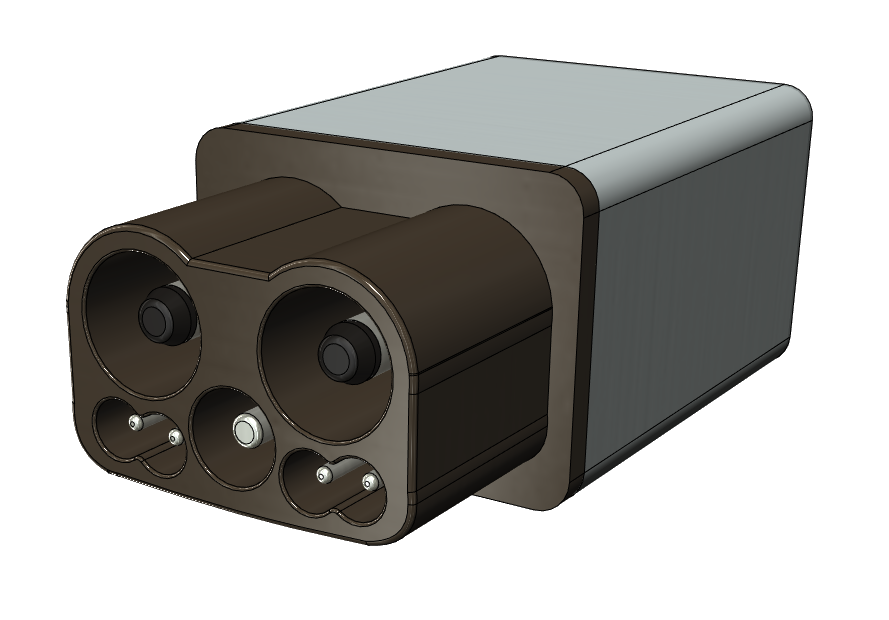
3D-Ansicht des CHAdeMO 3.0 „ChaoJi“ Kabel-Steckers

Ein neuer, „ChaoJi“ genannter Stecker ist das designierte Stecksystem für die im April 2020 von japanischen und chinesischen Herstellern veröffentlichte CHAdeMO-3.0-Spezifikation. Zertifizierung des Systems und erste Fahrzeuge wurden 2023 erwartet, Nutzfahrzeuge in China schon ab 2021. Der Stecker wurde gemeinsam mit der chinesischen GB/T-Ladenorm entwickelt. Erste Publikationen zeigten, dass kombinierte AC/DC-Fahrzeugbuchsen geplant waren, sowohl für den IEC Typ 1 (SAE J1772) als auch für den IEC-Typ-2-Stecker, ähnlich dem CCS. Kabeladapter wären für alle gängigen DC-Ladesysteme möglich (CHAdeMO 2.0, GB/T 2015, CCS und Tesla Typ 2). CHAdeMO 4.0/Ultra-ChaoJi sollte 2023 veröffentlicht werden, und dann mit weiteren DC-Leitern auch Laden im Megawattbereich erlauben.
Im Unterschied zum CCS verzichtet der ChaoJi-Stecker auf eine Kombination mit AC-Stecksystemen, egal ob einphasiger oder dreiphasiger Wechselstrom, und positioniert alle für den Ladevorgang benötigten Kontakte näher bei den DC-Kontakten; der Kabelstecker ist daher kompakter als die CCS-Kabel-Kupplung mit ausgesparten AC-Kontakten. Die kombinierte ChaoJi/Typ2-Fahrzeugkupplung ist nur geringfügig größer als ein CCS-Fahrzeugstecker. Die Verriegelung des Stecksystems ist auf der Fahrzeugseite implementiert.
| Pin ID | Name bzw. Funktion                             | Pin-Durchmesser [mm] |
| ------ | ---------------------------------------------- | -------------------- |
| DC+    | Gleichstrom Pluspol                            | 10                   |
| DC-    | Gleichstrom Minuspol                           | 10                   |
| S+     | Datenverbindung (CAN-Bus High)                 | 3                    |
| S-     | Datenverbindung (CAN-Bus Low)                  | 3                    |
| PE     | Referenz-Masse für Isolations-Prüfung          | 6                    |
| CC2    | Verbindungs-Check Fahrzeug                     | 3                    |
| CC1    | Wecken Fahrzeug, Verbindungs-Check Ladestation | 3                    |

## Kompatibilität und Standardisierung

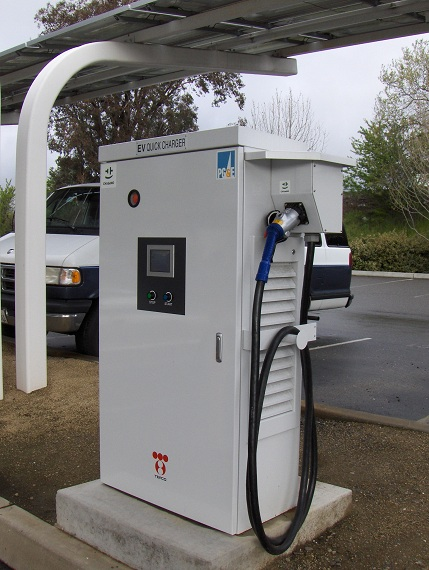
Ladestation mit CHAdeMO-Schnittstelle

Das CHAdeMO-Protokoll ist kompatibel mit japanischen Ladesteckern des Stromkonzerns Tepco. Es ist hingegen nicht kompatibel mit anderen Ladesteckern (z. B. IEC 62196 Typ 1, IEC 62196 Typ 2 oder die daraus abgeleiteten CCS-Stecker), da die CHAdeMO-Ladekommunikation einen Zwei-Draht-CAN-Bus sowie separate Signalleitungen benötigt. Allerdings ist der Mehraufwand zur Umsetzung einer Gleichstromladesäule für beide Standards (CHAdeMO und CCS) gering, so dass kombinierte Lösungen existieren.
Das CHAdeMO-Protokoll ist mittlerweile auch international im Rahmen der ISO-Normung als Gleichstromladestandard anerkannt: so wurde das Protokoll in die Normen ISO/IEC 61851-23 und ISO/IEC 61851-24 aufgenommen.
Für Fahrzeuge, die nach dem Combined Charging System (CCS) mit Gleichstrom schnellladen können, ist auch ein CCS-auf-CHAdeMO-Adapter technisch möglich. Anlässlich des zweiten EV World Summit im Juni 2013 wiesen sowohl ein Sprecher der CHAdeMO-Gruppe und der Volkswagen-Gruppe darauf hin, dass beide Systeme (CHAdeMO und Combo 2/CCS) keine Konkurrenz beider Standards für die Gleichstromladung wären, wenn die Schnellladestationen mit Anschlüssen für beide Systeme ausgestattet würden (die Zusatzkosten für ein weiteres Ladeprotokoll/Ladeverfahren lägen bei gerade 5 %) – daher empfahlen z. B. Nissan und Volkswagen gemeinschaftlich die Errichtung von „multi-standard fast chargers“, die sowohl von Fahrzeugen mit CHAdeMO- wie auch mit Combo-2-(CCS)-Anschluss angesteuert werden können. Entsprechende Ladesäulen werden auch bereits angeboten. Volkswagen verwendete diese Multi-Standard-Schnellladesäulen in Deutschland überhaupt nicht, Nissan nur an ausgewählten Standorten.

## Fahrzeugliste
Folgende Elektroautos bzw. Plug-in-Hybride verfügten über einen CHAdeMO-Anschluss:
- BMW i3 (nur in Japan)[16]
- Honda Fit EV bis 2015 (nur USA), 200A bis 80 kW, Li-Titanat-Akku
- Kia Soul EV, bis 70 kW DC[17]
- Lexus UX 300e
- Mitsubishi i-MiEV und seine Ableger Citroën C-Zero und Peugeot iOn
- Mitsubishi Plug-In Hybrid Eclipse Cross
- Mitsubishi Outlander PHEV
- Nissan Leaf
- Nissan e-NV200
- Tesla Model S bis Baujahr Sommer 2021 bei Verwendung eines CHAdeMO-Ladeadapters, der bei Tesla verfügbar ist.
- Tesla Model X bis Baujahr Sommer 2021 bei Verwendung eines CHAdeMO-Ladeadapters, der bei Tesla verfügbar ist.
- Tesla Roadster bei Nachrüstung von JdeMO[18]
- Toyota RAV4 EV (US-Markt) von 2012 bei Nachrüstung von JdeMO[19]

Dazu kamen viele weitere batterieelektrische Fahrzeuge und Plug-in-Hybride für den japanischen oder koreanischen Markt.

## Verbreitung
In Japan, wo Chademo entwickelt wurde, ist Chademo sehr verbreitet. Es gibt dort viele Ladesäulen aber auch viele Elektroautos, die Chademo nutzen. In Europa war die Verbreitung hoch, wenn auch deutlich hinter CCS. Auch in Südkorea nutzt man vermehrt CCS1. In anderen Teilen der Welt ist die Verbreitung von Chademo eher gering, wie etwa USA und Kanada, wo eher NACS genutzt wird. In China wird der Ladestecker GB/T genutzt.
In Japan hat der Stromversorger Tepco Schnellladestationen mit CHAdeMO-Standard in großer Zahl installiert.
Im April 2025 gab es in Europa insgesamt 20.695 gemeldete Chademo Anschlüsse und etwa 15.000 Standorte in Europa mit mindestens 43 kW Ladeleistung. Nur zwei lagen über einer Ladeleistung von 100 kW und 17.385 bei einer Ladeleistung von 43–99 kW. Zum Vergleich sind in Europa etwa 100.000 Ladeanschlüsse mit CCS verzeichnet, wobei etwa 70.000 CCS Ladeanschlüsse eine Ladeleistung von 100 kW und mehr haben.
| Land           | März 2012 | Oktober 2014 | September 2017 | Mai 2023 |
| -------------- | --------- | ------------ | -------------- | -------- |
| Deutschland    | 18        | 90           | 683            | 3995     |
| Österreich     | 3         | 28           | 146            | 618      |
| Schweiz        | 6         | 55           | 168            | 648      |
| Australien     | 1         |              |                |          |
| Belarus        |           |              | 7              | 69       |
| Belgien        | 3         | 37           | 49             | 223      |
| Dänemark       | 3         | 56           | 120            | 274      |
| Estland        |           | 168          | 150            | 241      |
| Finnland       |           |              | 50             | 460      |
| Frankreich     | 9         | 222          | 315            | 1102     |
| Großbritannien | 36        | 333          | 360            | 652      |
| Hong Kong      | 3         |              |                |          |
| Irland         | 19        | 66           |                | 139      |
| Island         |           | 8            | 16             | 58       |
| Italien        | 1         | 14           | 45             | 1282     |
| Japan          | 1050      | 2819         |                |          |
| Luxemburg      | 1         | 2            | 2              | 22       |
| Niederlande    | 21        | 141          | 203            | 930      |
| Norwegen       | 16        | 138          | 593            | 2787     |
| Polen          |           | 4            | 16             | 446      |
| Portugal       | 18        | 17           |                | 115      |
| Slowenien      | 1         | 2            | 40             | 84       |
| Spanien        | 6         | 119          |                | 326      |
| Schweden       | 5         | 73           | 200            | 708      |
| Tschechien     |           |              | 46             | 894      |
| Türkei         | 1         | 1            | 0              | 24       |
| Ungarn         | 1         | 12           | 20             | 162      |
| USA            | 26        | 934          | 2000           |          |

## Charge2Bike
Die CHAdeMO Association arbeitet im Rahmen der Initiative Charge2Bike an einem einheitlichen Ladestandard für E-Bikes bzw. E-Bike-Ladestationen damit nicht das eigene Ladegerät unterwegs mitgenommen werden muss, sondern wie bei E-Autos bereits üblich unterwegs direkt mit Gleichspannung der Akku zügig nachgeladen werden kann. Mit USB-C gibt es für Kleingeräte bereits einen ähnlichen Standard, allerdings begrenzt auf 240 Watt (48 Volt, 5 Ampère), und mit EnergyBus (bis 48 V, 30A, 1200 W) gibt es bereits z. B. entlang des Donauradweges Ladeinfrastruktur.
Ziel ist es, ein universelles Ladesystem zu etablieren, das das (schnelle) Laden von E-Bikes verschiedener Hersteller an öffentlichen Ladestationen ermöglicht und die jeweils möglichen Gleichstrom (DC) mit der passenden Akkuspannung bereitstellt. Da man bis 60 Volt Gleichspannung bzw. Nennspannung von einer berührungssicheren Sicherheitskleinspannung ausgeht, ab 72 Volt DC dagegen Sicherheitsmaßnahmen für Hochvolt erforderlich werden, sind Nennspannungen bis 60 V vorgesehen.
Der zukünftige Standard sieht einen kompakten Stecker und eine Buchse (ca. 19 × 16 mm bzw. 25 × 23 mm) vor, die gut in E-Bike-Designs integrierbar sind. Das System ist für Ladespannungen bis 60 V und Ladeströme bis 20 A (maximal 800 W) ausgelegt und beinhaltet ein spezielles Ladeprotokoll zur sicheren Kommunikation. Hersteller wie Bosch, Shimano, Yamaha und Panasonic sind an der Entwicklung beteiligt, um eine breite Akzeptanz und auch Nachrüstlösungen zu gewährleisten.
Die Begrenzung auf 60 V, 20A, 800 W ist für E-Bikes (Motoren bis 250 W, Akkugrößen weit unter 1000 Wh) ausreichend, nicht jedoch für stärker motorisierte E-Zweiräder mit Akkukapazitäten deutlich über 1 kWh.